# Michael Toon
Michael Toon, född den 11 april 1979 i Brisbane i Australien, är en australisk roddare.
Han tog OS-brons i åtta med styrman i samband med de olympiska roddtävlingarna 2004 i Aten.